# Лёвенштейн, Рудольф
Рудольф Левенштейн (нем. Rudolf Löwenstein; 1819—1891) — немецкий редактор и писатель

.

## Биография
Рудольф Лёвенштейн родился 20 февраля 1819 года в городе Бреслау в еврейской семье, но в девятилетнем возрасте был крещён и с той поры лютеранского вероисповедания не изменял. Учился в гимназии в Глогау, затем в университете родного города откуда перешёл в Берлинский университет. В 1843 году защитил научную степень доктора философии.

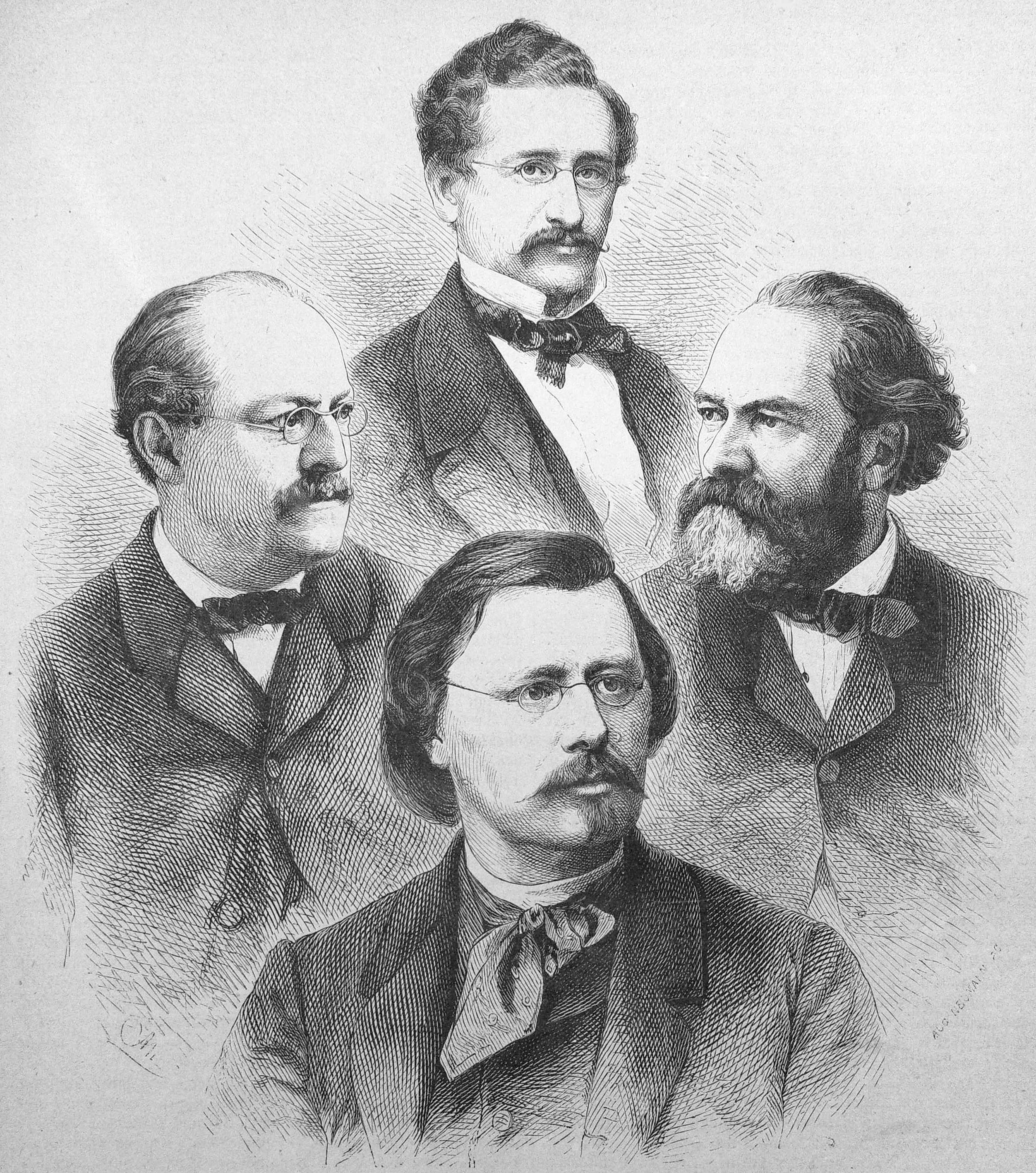
Р. Лёвенштейн, Э. Дом, Д. Калиш, Шольц, Вильгельм

Его первые произведения были напечатаны в журналах Силезии ещё в 1836 году, когда Лёвенштейн был студентом, но по настоящему он заявил о себе на литературном поприще в 1846 году, после того как увидела свет его коллекция песен для детей под заглавием «Der Kindergarten».
В 1848 году, вместе с Эрнстом Домом (1819—1883) и Давидом Калишем (1820—1872), Р. Лёвенштейн основал в Германии политический сатирический еженедельник «Kladderadatsch» (в буквальном переводе на русский — «Трам-тарарам») выходивший на немецком языке и стал одним из редакторов этого издания; работа в «Трам-тарараме» принесла автору наибольшую известность. Издание было настолько успешным, что просуществовало почти сто лет, но, так как с 1923 года (спустя десятилетия после смерти основателей) издание стало поддерживать Адольфа Гитлера и национал-социализм публикуя антисемитские карикатуры и тексты, то в 1944 году, когда грядущий крах Третьего Рейха стал очевиден, его выпуск был прекращён.
Во время Революции 1848—1849 годов в Германии Лёвенштейн своими публикациями навлек на себя недовольство властей и вынужден был покинуть Пруссию, но уже в 1850 году вернулся в столицу Германии и продолжил работу в журнале; в общей сложности он отдал «Kladderadatsch» около 37 лет. В 1887 году он почти полностью отошёл от общественной жизни.
Рудольф Лёвенштейн скончался 6 января 1891 года в городе Берлине и был погребён на местном протестантском кладбище.